# Peter Slager
Peter Slager (Dreischor, 5 mei 1969) is bassist van de Nederlandse band BLØF. 

## Biografie
Van 1981 tot 1987 ging Slager naar de middelbare school in Zierikzee (RSG Prof. Zeeman). Daarna ging hij Nederlandse taal- en letterkunde studeren aan de Universiteit Utrecht. Na zijn studie ging hij terug naar Zeeland. Hij werkte van 1996 tot 1998 bij Omroep Zeeland als radioverslaggever en bureauredacteur. Hij woonde eerst een paar jaar in Goes, later in Middelburg. 

### Muzikale carrière
In 1992 richtte hij BLØF op, samen met drummer Henk Tjoonk, zanger/gitarist Paskal Jakobsen en pianist Bas Kennis. In 1998 brak de band door met de single Liefs uit Londen. Vanaf toen was hij professioneel popmuzikant. Bij BLØF is hij niet alleen basgitarist, maar ook tekstschrijver en componist. Hij is in de loop der jaren ook te horen geweest op platen van Fernando Lameirinhas, a balladeer, Patrick Le Duc, Broeder Dieleman en Lorrainville. In 2016 kreeg hij de Lennaert Nijgh Prijs voor beste tekstdichter.
In 2016 bracht Slager een solo-album uit in het Zeeuws, getiteld Slik.

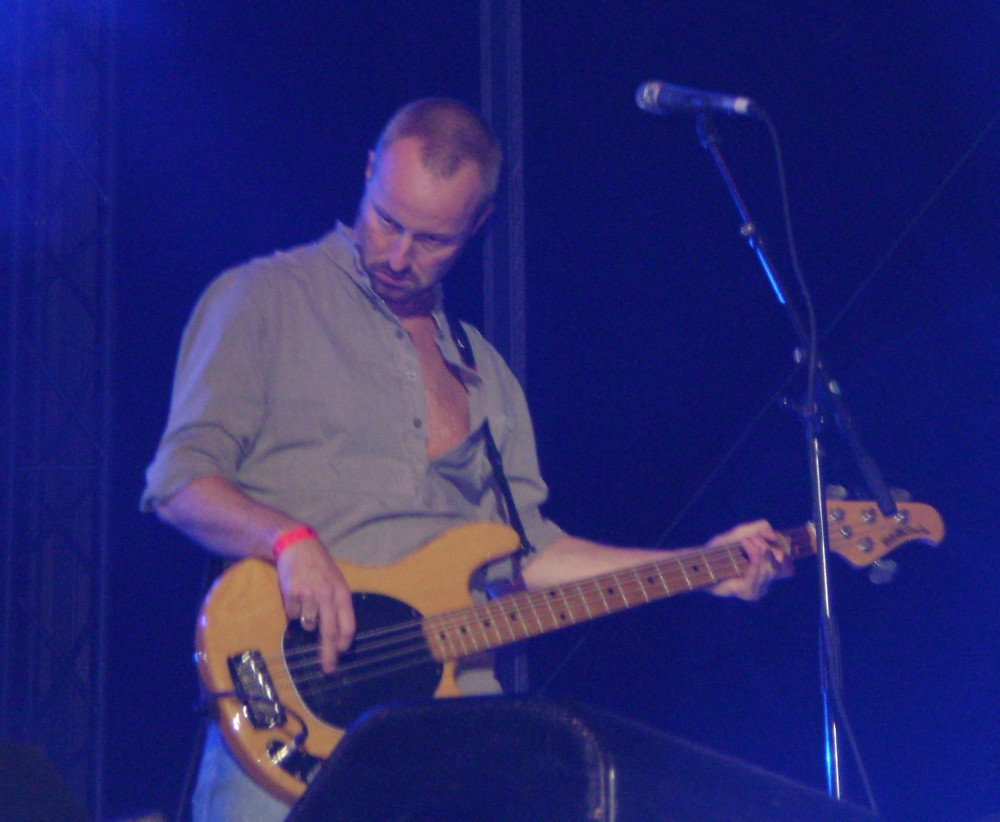
Peter Slager in 2008

Bandleden:

Paskal Jakobsen · Peter Slager · Bas Kennis · Norman Bonink (voormalig: Henk Tjoonk, Chris Götte)

Discografie: